# Baltazar Adam Krčelić
Baltazar Adam Krčelić (Kerchelich, Kerchelics; Boltižar, Boltek, Bolthisar) (Šenkovec kraj Zagreba, 5. veljače 1715. – Zagreb, 29. ožujka 1778.) bio je hrvatski povjesničar, književni povjesničar, teolog i pravnik. Pisao je i pod imenom Adalbert Barić (Barits). Bio je pristaša prosvijećenog apsolutizma. Nakon Vitezovića, najistaknutija je ličnost hrvatskoga kulturnog života svojega doba.

## Životopis
U Zagrebu se školovao na gimnaziji kod isusovaca i u biskupskoj gimnaziji. Kao nadarena učenika poslali su ga studirati u Hrvatski kolegij u Beču. Poslije je četiri godine studirao u Bologni u Ilirskom kolegiju. Doktorirao je filozofiju i bogoslovlje.
Vrativši se u Hrvatsku prvu duhovničku dužnost imao je u crkvi sv. Martina pod Okićem gdje je bio kapelanom. Poslije je bio župnikom u Selima kod Siska. Nedugo zatim postao je prefektom zagrebačkoga sjemeništa, a zatim i zagrebačkim kanonikom. Nešto poslije postao je rektor Hrvatskog kolegija u Beču, a na to ga je mjesto postavio biskup Juraj II. Branjug (1747.).
Napredak u domovini Krčelić je dočekao kad je zagrebačkim biskupom postao barun Franjo Ksaver Klobušicki, koji je ga imenovao za svog pobočnika. Sreća se preokrenula kad je za biskupa došao Franjo Thauszy, koji ga je sputavao na svim poljima: znanosti, crkvenom radu, častima i prihodima. Zbog toga je Krčelić svoju privatnu knjižnicu oporukom ostavio Kraljevskoj akademiji, te je danas osnovicom hrvatske Nacionalne i sveučilišne knjižnice u Zagrebu.

## Djela
- 1767. Naivrednesze sztalnoszti pelda: Poglaviti i prechasztni goszpon, goszpon Januss Busan […] po prodeke poglavitoga goszp. Bolthisara Adama Kerchelich de Corbavia, opata Szveteh apostolov Petra i Paula de Kacs, sztolne zagrebechke czirkve kanovnika, i tabule, vu orszagu ovom, zagrebachke judiciariae assessora. Vu Zagrebu: po factoru Antonu Jandera.
- 1772. Dusnosti szpunienie proti pokoinomu goszpodinu groffu Petru Troillu Sermage od Szomszedvara […] na dan anniversariuma ochivesto vuchinieno po razgovoru goszpodina Bolthisara Adama Kerchelich od Corbavie, sztolne zagrebechke czirkve kanovnika, opatta Sz. apostolov Petra i Paula de Kacs, jasprista zacheszanszkoga, tabule judiciarszke vu Horvaczkom i Sclavonszkom Krallesztvu kot Duhovnega sztola vu ove biskupie assessora: Vu letu 1772. dan aprila. Vu Zagrebu: Štampano po Antonu Jandera.

Krčelć je pisao na latinskom jeziku i kajkavskom narječju hrvatskog jezika, a glavna su mu djela posvećena zagrebačkoj crkvenoj povijesti do polovice 17. stoljeća i političkoj povijesti Kraljevine Hrvatske do 1564.
Krčelićev ljetopis Annuae ili povijest od uključivo 1748. godine i sljedećih (do 1767.) na znanje potomstvu (Annuae sive historia ab anno inclusive 1748. et subsequis (1767) ad posteritatis notitiam dragocjen je izvor za povijest naznačena razdoblja, s mnoštvom podataka o prilikama u Hrvatskoj, osobito o seljačkim i krajišničkim bunama. 
Ističu se još djela Povijest zagrebačke stolne crkve, prvi svezak, prvi dio (Historiarum cathedralis ecclesiae Zagrabiensis partis primae tomus primus) (1754./1770.) te Prethodne napomene o kraljevstvima Dalmacije, Hrvatske i Slavonije (De Regnis Dalmatiae, Croatiae, Slavoniae notitiae praeliminares) iz 1770. godine, u kojem namjerava dokazati da nasljednici ugarske krune (Habsburgovci), imaju pravo na krunu u Dalmaciji, Hrvatskoj i Slavoniji, ali i Bosni i Srbiji.
Autor je jednog od najstarijeg pregleda povijesti hrvatske književnosti. Napisao ga je na latinskom jeziku, objavio u Varaždinu, a obuhvatio je hrvatske pisce od 14. do konca 17. stoljeća (od Augustina Kažotića do Pavla Vitezovića). O biskupu Kažotiću napisao je i djelo na kajkavskom narječju Živlenje blaženoga Gazotti Augustina, zagrebečkoga biskupa (1747.).

## Vanjske poveznice
Mrežna mjesta
- Baltazar Adam Krčelić, životopis Baltazara Adama Krčelića na stranicama projekta Wiki-dveri gradske knjižnice Ante Kovačića iz Zaprešića, www.wiki-dveri.info